# Japanse waterschildpad
De Japanse waterschildpad, ook wel Japanse beekschildpad (Mauremys japonica) is een schildpad uit de familie Geoemydidae. De soort werd voor het eerst wetenschappelijk beschreven door Coenraad Jacob Temminck en Hermann Schlegel in 1835. Oorspronkelijk werd de wetenschappelijke naam Emys vulgaris japonica gebruikt.
De soort behoorde lange tijd tot het geslacht Clemmys, waardoor de verouderde wetenschappelijke naam in de literatuur wordt gebruikt. De Japanse naam voor deze soort is ニホンイシガメ, dit wordt uitgesproken als Nihonishigame.

## Uiterlijke kenmerken
Deze semi-aquatische soort blijft klein, het schild wordt maximaal 18 centimeter, mannetjes blijven nog iets kleiner. De kleur is bruin tot donkerbruin, het schild heeft een flauwe kiel op het midden en veel exemplaren, maar niet allemaal, hebben kenmerkende zwarte, ruitvormige vlekken op het midden van het schild. De kop en poten zijn meer groen gekleurd en met name de kop is vaak donker gevlekt bij de kaken en op de zijkanten.

## Verspreiding en habitat
Deze soort heeft een relatief klein verspreidingsgebied en komt alleen voor op Japan, op de eilanden Honshu, Kyushu, en Shikoku. De habitat bestaat uit stilstaande tot stromende wateren als moerassen, rivieren en meren. De schildpad heeft een hoge tolerantie voor lagere temperaturen en is actief bij een watertemperatuur vanaf 5 graden Celsius. De Japanse waterschildpad is een goede zwemmer die ook in stromende wateren wordt aangetroffen, veel schildpadden hebben hier juist een hekel aan.

## Levenswijze
De schildpad komt vaak aan land om te zonnen en is niet sterk van water afhankelijk. Het voedsel bestaat voornamelijk uit vlees, zoals wormen, amfibieën, vissen, slakken en kreeftachtigen, maar ook planten en soms fruit worden wel gegeten. Na drie tot vijf jaar is de schildpad volwassen, het vrouwtje zet de eitjes in een enkel legsel of in twee legsels af en een legsel telt 1 tot 12 eitjes. De jonge schildpadjes zijn uit het ei 2,5 tot 3,5 centimeter lang en hebben vele vijanden.